# Streets of Gold
| Совокупная оценка    | Совокупная оценка |
| Источник             | Оценка            |
| -------------------- | ----------------- |
| Metacritic           | [ 1 ]             |
| Оценки критиков      |                   |
| Источник             | Оценка            |
| AllMusic             | [ 2 ]             |
| AbsolutePunk         | (34 %)            |
| BBC.co.uk            | отрицательная     |
| MusicOMH             | [ 5 ]             |
| Rolling Stone        | [ 6 ]             |
| Entertainment Weekly | C+                |
| The New York Times   | положительная     |
| Spin                 | [ 9 ]             |
| The Washington Post  | положительная     |

Streets of Gold — третий студийный альбом американской электро-поп группы 3OH!3, выпущенный в 2010 году. Альбом достиг 7-го места в чарте Billboard 200 и верхней строчки в Billboard Top 25 Dance/Electronic Albums. Включает в себя 3 сингла: «My First Kiss» (совместно с Кешей), «Double Vision» и «Touchin’ on My».

## Список композиций
| №   | Название                            | Длительность |
| --- | ----------------------------------- | ------------ |
| 1.  | «Beaumont»                          | 1:08         |
| 2.  | «I Can Do Anything»                 | 3:10         |
| 3.  | «My First Kiss» (совместно с Кешей) | 3:12         |
| 4.  | «Déjà Vu»                           | 3:04         |
| 5.  | «We Are Young»                      | 3:20         |
| 6.  | «Touchin’ on My»                    | 3:02         |
| 7.  | «House Party»                       | 3:06         |
| 8.  | «R.I.P.»                            | 3:44         |
| 9.  | «I Know How to Say»                 | 3:14         |
| 10. | «Double Vision»                     | 3:10         |
| 11. | «I’m Not the One»                   | 4:10         |
| 12. | «Streets of Gold»                   | 3:12         |
| 13. | «See You Go»                        | 2:48         |
| 14. | «Love 2012»                         | 2:56         |

| №   | Название                              | Длительность |
| --- | ------------------------------------- | ------------ |
| 15. | «Don’t Trust Me»                      | 3:14         |
| 16. | «Starstrukk» (совместно с Кэти Перри) | 3:23         |

## Положение в чартах
| Страна                    | Название чарта                           | Наивысшая позиция в чарте (2010) | Общее количество недель в чарте | Источник |
| ------------------------- | ---------------------------------------- | -------------------------------- | ------------------------------- | -------- |
| Великобритания            | UK Albums Chart                          | 19                               | 4                               | [ 11 ]   |
| Канада                    | Canadian Albums Chart                    | 10                               |                                 | [ 12 ]   |
| Соединённые Штаты Америки | Billboard 200                            | 7                                | 3                               | [ 13 ]   |
| Соединённые Штаты Америки | Billboard Top 25 Dance/Electronic Albums | 1                                | 21                              | [ 14 ]   |